# Кресонсак
Кресонсак (фр. Cressonsacq) насеље је и општина у североисточној Француској у региону Пикардија, у департману Оаза која припада префектури Клермон.
По подацима из 2011. године у општини је живело 439 становника, а густина насељености је износила 67,23 становника/km². Општина се простире на површини од 6,53 km². Налази се на средњој надморској висини од 90 метара (максималној 130 m, а минималној 81 m).

## Демографија
| 1962. | 1968. | 1975. | 1982. | 1990. | 1999. | 2011. |
| ----- | ----- | ----- | ----- | ----- | ----- | ----- |
| 164   | 175   | 187   | 251   | 313   | 385   | 439   |

График промене броја становника у току последњих година